# Árni Þórarinsson

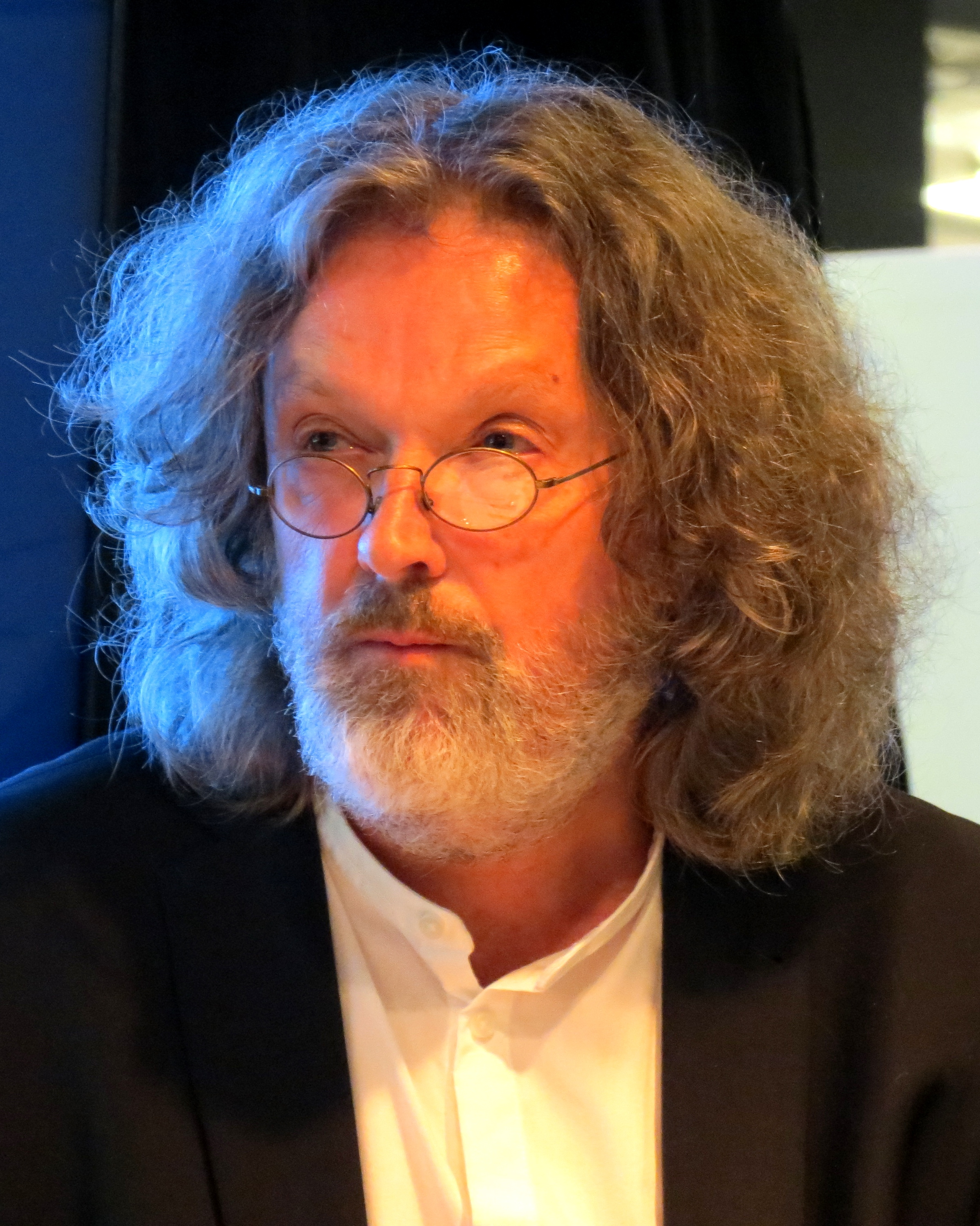
Árni Þórarinsson

Árni Þórarinsson (Arni Thorarinsson) (Reykjavik, 1 augustus 1950) is een IJslandse auteur. Na het behalen van zijn BA in literatuur in 1973 aan de University of East Anglia in Norwich, Engeland, begon hij in IJsland als journalist. Hij was werkzaam voor kranten, radio en televisie. In 1998 verscheen zijn debuut Nóttin hefur þúsund augu een misdaadverhaal rond de antiheld en journalist Einar. Er zijn al vier romans met Einar in de hoofdrol uitgegeven. Het vierde boek Tími nornarinnar is verfilmd als vierdelige tv-serie en in april 2011 uitgezonden door de RUV, de IJslandse publieke radio- en televisiezender. Árni woont en werkt nog steeds in Reykjavik.

## Werk
- 1994 - Krummi: Hrafns saga Gunnlaugssonar
- 1998 - Nóttin hefur þúsund augu, thriller
- 2000 - Leyndardómar Reykjavíkur 2000
- 2000 - Hvíta kanínan, thriller
- 2001 - Blátt tungl, thriller
- 2002 - Í upphafi var morðið, thriller
- 2005 - Tími nornarinnar (Season of the Witch, Le temps de la sorciere of De tijd van de heks), thriller
- 2006 - Farþeginn, thriller
- 2007 - Daudi trúdsins (Death of a Clown)
- 2008 - Sjöundi sonurinn

- Bibsys: 1092547
- Bibliothèque nationale de France: cb137732146 (data)
- Catàleg d'autoritats de noms i títols de Catalunya: 981058512229906706
- Gemeinsame Normdatei: 136280757
- International Standard Name Identifier: 0000 0001 2133 6644
- Library of Congress Control Number: n95077843
- Nationale Bibliotheek van Tsjechië: xx0049639
- Nederlandse Thesaurus van Auteursnamen: 145688526
- LIBRIS: 104872
- Système universitaire de documentation: 06878211X
- Virtual International Authority File: 54329858
- WorldCat: E39PBJdCvTh9Fhg3Rvgf7KVcT3